# Dawid Kobiałka (archeolog)
Dawid Kobiałka  (ur. 13 sierpnia 1985 w Chojnicach) – polski archeolog i antropolog kulturowy. Pracownik Uniwersytetu Łódzkiego, członek Komisji Archeologicznej PAN.

## Życiorys
W Chojnicach ukończył Liceum Ogólnokształcące im. Filomatów Chojnickich. Po maturze, w 2004 r., rozpoczął studia wyższe na kierunku archeologia na Uniwersytecie im. Adama Mickiewicza w Poznaniu.
W 2009 r. obronił pracę magisterską pt. „Biografia rzeczy w teorii i praktyce”, której promotorem był prof. Włodzimierz Rączkowski. Następnie na Uniwersytecie Linneusza w Kalmar w 2010 obronił pracę pt. „Approaching archaeologists’ culture. Slavoj Žižek, psychoanalysis and archaeology”. W 2014 r. uzyskał stopień doktora na podstawie pracy  pt. „Archeologia Józefa Kostrzewskiego z perspektywy współczesnej refleksji metodologicznej”, jego promotorem był prof. Włodzimierz Rączkowski. W latach 2016-18 uczestniczył w projekcie „Między pamięcią a zapomnieniem: archeologia a XX-wieczne dziedzictwo militarne na terenach zalesionych”.
W 2020 roku zainicjował i poprowadził badania w chojnickiej Dolinie Śmierci, których efektem było odnalezienie szczątków 700 zamordowanych osób. W 2024 r. odbył się pogrzeb państwowy pomordowanych.
W czerwcu 2022 r. objął kierownictwo nad projektem „Nauka dla społeczeństwa, społeczeństwo dla nauki w Miejscu Pamięci Narodowej w Łambinowicach”, w wyniku którego na terenie byłego obozu jenieckiego w Łambinowicach odkryto szczątki 60. włoskich jeńców wojennych.
W 2024 r. był nominowany w trzech kategoriach plebiscytu „Archeologiczne Sensacje 2024”.

## Odznaczenia
- Złoty Medal Reipublicae Memoriae Meritum[9]

## Publikacje
Jest autorem publikacji (wybór):
- Dawid Kobiałka, Tomasz Michalik, Kornelia Kajda, Heritage for All - A Contribution to the Inclusion of People with Intellectual Disabilities in Archaeology: A Polish Perspective, Svenska Arkeologiska Samfundet, 2015, ISSN 2002-3901, OCLC 1286284423. Brak numerów stron w książce
- Dawid Kobiałka. 100 years later: the dark heritage of the Great War at a prisoner-of-war camp in Czersk, Poland. „Antiquity”. 92, 2018. ISSN 0003-598X. OCLC 8272788953.brak numeru strony
- Dawid Kobiałka. The Devil Burns Gold There: The Heritage of Nazi Germany Crimes in Death Valley, Chojnice, Poland. „International Journal of Historical Archaeology”. 26, 2021. Warszawa. ISSN 1092-7697. OCLC 9497842068.brak numeru strony
- Dawid Kobiałka (red.), Archeologia wobec materialnych śladów współczesności, TAiWPN UNIVERSITAS, 2023, ISBN 978-83-242-6749-1, OCLC 1419225588. Brak numerów stron w książce
- Mikołaj Smykowski, Dawid Kobiałka (red.), Death and life Valley. Environmental memory of the Pomeranian crime of 1939 in Chojnice, t. 107, LUD Organ Polskiego Towarzystwa Ludoznawczego i Komitetu Nauk Etnologicznych PAN, 2023, ISSN 0076-1435, OCLC 10066348088. Brak numerów stron w książce
- Dawid Kobiałka, Front cover image for „The dead are sleeping here” - the history, archaeology and ethnography of Chojnice’s Death Valley, Poznań: Adam Mickiewicz University Poznan, 2023, OCLC 1416027065. Brak numerów stron w książce
- Dawid Kobiałka, Michał Pawleta, Kamil Karski (red.), Lamsdorf/Łambinowice: archeologia miescja pamięci, Opole: Centralne Muzeum Jeńców Wojennych, 2024, ISBN 978-83-61801-51-1, OCLC 1464299288. Brak numerów stron w książce